# Io sono Edoardo Vianello
Io sono Edoardo Vianello è l'album di debutto del cantautore italiano Edoardo Vianello, pubblicato dall'etichetta RCA Italiana (catalogo PML 10333) nella primavera del 1963.

## Il disco
Come consuetudine dell'epoca raccoglie i primi successi dell'artista già pubblicati su 45 giri. L'unico inedito è Ti ho conosciuta, che però era stato inciso precedentemente da Rita Pavone con il titolo Ti ho conosciuto.
L'album si avvale delle collaborazioni di affermati autori e musicisti, nella maggior parte dei brani i testi sono di Carlo Rossi con musiche dello stesso Vianello, eccetto Umilmente ti chiedo perdono, testo con l'attore Gianni Musy, Ti ho conosciuta e Cicciona cha-cha composte da Vianello con Dansavio, pseudonimo di Ennio Morricone; quest'ultima con il testo di Giangrano, pseudonimo di Gino Paoli.

## Tracce
Testi di Carlo Rossi e musiche di Edoardo Vianello, eccetto dove indicato.
Gli anni si riferiscono alla prima pubblicazione come singolo.
Lato A
1. Abbronzatissima – 2:25 – 1963
2. Umilmente ti chiedo perdono – 3:35 (testo: Carlo Rossi, Gianni Musy) – 1961
3. Il cicerone – 2:24 – 1963
4. Ti ho conosciuta – 2:59 (musica: Dansavio, Edoardo Vianello) – Inedito
5. Pinne, fucile ed occhiali – 2:37 – 1962
6. Chi siamo? – 2:43 – 1960[1]
7. Che freddo! – 3:20 – NON finalista al Festival di Sanremo 1961
8. Cicciona cha-cha – 2:23 (testo: Giangrano – musica: Dansavio, Edoardo Vianello) – 1961

Lato B
1. Guarda come dondolo – 2:30 – 1962
2. Ti amo perché – 2:25 – 1962
3. Siamo due esquimesi – 2:16 – 1960
4. Ma guardatela – 3:04 – 1962[2]
5. M'annoio – 3:12 – 1961
6. Non pensiamo al domani – 2:33 – 1959
7. Il capello – 2:26 – 1961

## Formazione
- Edoardo Vianello - voce

### Altri musicisti
- Ennio Morricone - arrangiamento, direzione d'orchestra

eccetto
- Luis Enríquez Bacalov - direzione d'orchestra in Umilmente ti chiedo perdono, Che freddo!, M'annoio e Il capello
- I Flippers - tutti gli strumenti in Chi siamo?, Siamo due esquimesi e Non pensiamo al domani
- I "Cantori Moderni" di Alessandroni - cori in Abbronzatissima, Pinne fucile ed occhiali, Guarda come dondolo
- Coro di Franco Potenza - cori in Ti amo perché
- Maria Rigel Tonini - soprano in Che freddo!

## Classifica
Album
| Anno | Classifica              | Posizione raggiunta |
| ---- | ----------------------- | ------------------- |
| 1963 | Hit parade Italia Album | 5                   |

Singoli
| Anno | Titolo del brano | Classifica          | Posizione raggiunta |
| ---- | ---------------- | ------------------- | ------------------- |
| 1963 | Abbronzatissima  | Top Annuali Singoli | 3                   |